# ژرالد بسترد
ژرالد بسترد (انگلیسی: Gérald Bastard؛ زاده ۱ ژانویه ۱۹۵۰) یک فیزیک‌دان اهل فرانسه است.